# Hermann Obrecht
Pour les articles homonymes, voir Obrecht.
Hermann Obrecht, né le 26 mars 1882 à Granges et mort le 21 août 1940 à Berne, est une personnalité politique suisse. Membre du Parti radical-démocratique, il est conseiller fédéral de 1935 à 1940.

## Biographie

### Origine et parcours professionnel
Hermann Obrecht est né le 26 mars 1882 à Granges dans une famille de cultivateurs. Il étudie à l'école cantonale de Soleure et en 1901 obtient son diplôme d'instituteur. En 1902, il est nommé greffier de la chancellerie de Soleure. En 1907, il épouse Lina Emch qui lui donnera trois enfants.

### Parcours politique
Membre du Parti radical-démocratique, il commence sa carrière politique très jeune, en 1904 à l'âge de 22 ans, comme secrétaire au Département des finances du canton de Soleure. En 1909, il est élu Conseiller d'État du canton de Soleure chargé des Finances, devenant à 27 ans le plus jeune conseiller d'État de Suisse. Il démissionne de sa charge de conseiller d'État en 1917 et est élu député au Grand Conseil soleurois et adjoint du maire de Soleure, puis à la fin de cette même année, il est élu au Conseil National où il siègera de 1917 à 1928.

#### Ministre de l'économie publique
Hermann Obrecht est élu au Conseil fédéral le 4 avril 1935 dès le premier tour avec 125 voix (56e conseiller fédéral de l'histoire[réf. nécessaire]). Il succède à Edmund Schulthess à la tête du Département de l'Économie Publique le 16 avril. Peu de temps après son élection a lieu une votation populaire concernant l'initiative populaire « pour combattre la crise économique et ses effets » à laquelle il était fortement opposé. En 1939, en réaction à l'initiative, il soumet au peuple un projet de loi pour « l'extension de la défense nationale et la lutte contre le chômage » qui est accepté par le peuple et les cantons. En 1936, il impose la dévaluation du franc suisse afin de lutter contre la crise économique. En 1939, il est réélu par 166 voix. Le 20 juin 1940 il annonce son retrait pour raison de santé, à compter du 31 juillet suivant.

#### Décès
Après son retrait du Conseil fédéral, il s'établit à Vaumarcus, mais, mourant, il se rend le 17 août à Berne où il décède le 21 août 1940, quelques mois après le décès de son épouse. Ses obsèques ont lieu dans l'église réformée de Soleure, où le conseiller fédéral Rudolf Minger prononce son discours d'adieu.

## Sources
- Ressources relatives à la vie publique :   - Documents diplomatiques suisses 1848-1975
  - Parlement suisse
- Notices dans des dictionnaires ou encyclopédies généralistes :   - Base de données des élites suisses
  - Deutsche Biographie
  - Dictionnaire historique de la Suisse
  - E-archiv.li
- Notices d'autorité :   - VIAF
  - ISNI
  - BnF (données)
  - LCCN
  - GND
  - WorldCat
- Informations sur Hermann Obrecht avec résultat de l'élection sur le site internet du Conseil fédéral suisse.
- Urs Altermatt, Le Conseil fédéral : Dictionnaire biographique des cent premiers conseillers fédéraux, Yens-sur-Morges, Cabédita, 1993, 672 p. [détail des éditions] (présentation en ligne)